# Ernest Eldridge
Pour les articles homonymes, voir Eldridge.
Ernest Arthur Douglas Eldridge, né le 18 juillet 1897 et mort le 27 octobre 1937, est un pilote de course automobile britannique, qui a battu le record du monde de vitesse terrestre (sur route ouverte) à bord d'une Fiat SB4 « Mefistofele ». 

## Biographie

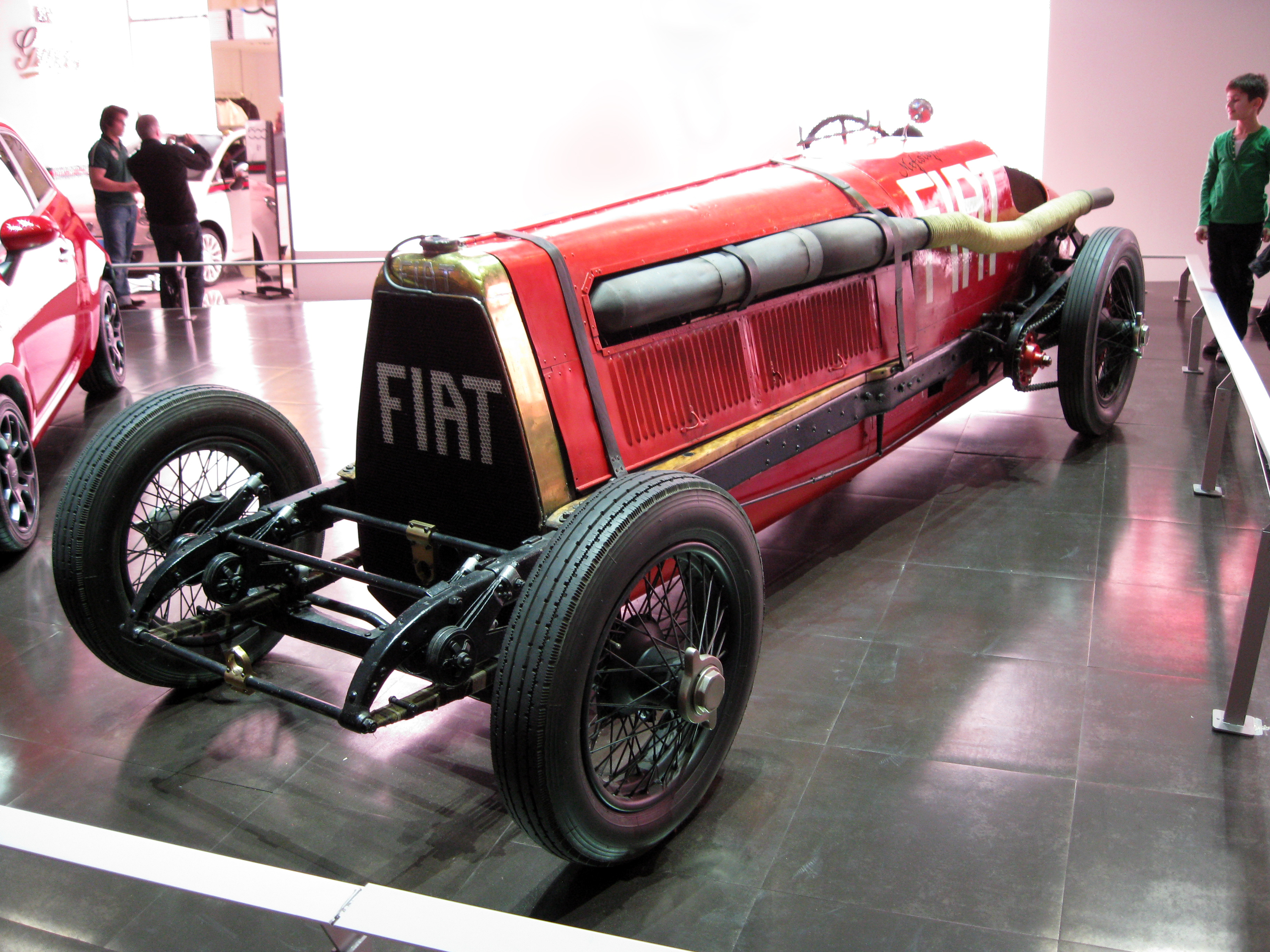
La Fiat BS4 Mefistofele au Salon de Genève 2011

Ernest Arthur Douglas Eldridge est né le 18 juillet 1897 à Hampstead, Londres, dans une famille aisée. Son père était un homme de loi qui a amassé une petite fortune. Après des études à Harrow School, il décide de s'engager dans l'armée et va sur le front occidental, durant la Première Guerre mondiale. Il rejoint la Croix-Rouge britannique et l'Ordre de Saint-Jean de Jérusalem, peut-être comme conducteur d'ambulance. Il semble qu'il ait pu également servir dans l'artillerie française. 
Il épouse Majorie M Tooth en 1915 à Brentford, Middlesex. Son épouse décèdera avant la Seconde Guerre mondiale. Il épousa en secondes noces, en 1925, une Française nommée Marie qui avait été sa maîtresse alors qu'il était marié à Marjorie. 
Son activité durant les années entre 1918 et 1921 est peu connue. Il reparaît à Brooklands. Selon un mythe non confirmé, il aurait volé avec le Comte Louis Zborowski. Il a été pilote d'avion et a survécu à un accident d'avion à Brooklands en 1922. Il a reçu sa licence de pilote numéro 7944 le 21 août 1923 sur l'aérodrome de Stag Lane, Edgware et Brooklands, aux commandes d'un Sopwith Gnu (en). Sa profession mentionnée sur sa licence était ingénieur automobile. 
La première partie de sa carrière de coureur est jonchée d'accidents et de destruction des voitures de course. Sa première apparition en course date de 1921 avec une rare Isotta Fraschini entraînée par chaîne qu'il a poussée à plus de 90 miles/heures. 
En 1922, il surprend tout le monde à Brooklands en se présentant toujours une Isotta Fraschini de 1907 mais équipée d'un moteur d'avion Maybach d'une puissance de 240 HP (180 kW). Ce moteur de course de 20 litres de cylindrée dans une minuscule biplace remodelée par Jarvis de Wimbledon a créé sensation, même si des  monstruosités ne sont pas rares dans le milieu du sport automobile. Il a remporté sa première course à plus de 163 km/h mais sans le succès escompté. Il a vendu cette voiture à un Français qui se vantait avec son nom de guerre de « Le Champion ». 
Eldridge s'est ensuite tourné vers un moteur Fiat de 10 litres qui lui aurait permis de remporter certains succès. Mais c'est avec la Fiat qu'il vient d'acheter, la Mefistofele, qu'il se lance dans ses célèbres frasques. En octobre 1923 à Brooklands : EAD Eldridge pulvérise le record de vitesse sur le demi-mile départ arrêté. Il bat record du monde en couvrant la distance en 23,17 secondes, soit à la vitesse de 77,68 miles à l'heure avec son moteur Fiat géant de 350 chevaux. Il battra le record du monde le 12 juillet 1924, à Arpajon, en France, à la moyenne de 234,985 km/h sur le kilomètre lancé. En octobre 1924, à Montlhéry, Eldridge renouvellera son exploit, (NDLA : ce record n'a encore jamais été battu ni égalé), tout en remportant le  Match des Champions le 12 du mois, en devançant alors J. G. Parry-Thomas et Arthur Duray.
En 1925, il revend sa Fiat SB4 « Mefistofele » au pilote français « Le Champion » car il décide de s'intéresser aux Grand Prix avec des voitures de sa propre conception, les Eldridge Specials, basées sur un châssis Amilcar avec des moteurs Anzani (en). Ces voitures ont participé à de nombreuses courses durant les saisons 1925 et 1926, y compris Brooklands 200, San Sebastian, l'ACF et les Grands Prix italiens. Il a également inscrit deux voitures à l'Indy 500 de 1926, sans doute tenté par le montant du prix au vainqueur. Il conduisait lui-même une voiture et Douglas Hawkes l'autre. 
Il participe à de nombreuses courses aux États-Unis puis revient en Europe pour battre des records à Montlhéry. Lors d'une course de vitesse durant les vacances de Noël, l'essieu avant de sa voiture se désintègre, la voiture culbute. Il est gravement blessé à la tête et perd un œil. 
Une fois guéri, il continue à vouloir battre des records avec d'autres voitures, y compris une Chrysler à Montlhéry. 
En 1929, il participe à une course réservée aux voitures de 750 cm3, avec une automobile française : Ratier. Une anecdote intéressante que le pilote Eyston a mentionnée dans son livre : «J'ai assisté à un spectacle comique car Ernest n'est pas mince, et il était assis dans un siège baquet sur le châssis nu, le vent s'engouffrant dans son pantalon et sa veste le faisait ressembler à une montgolfière. Il ressemblait à un véritable «Bibendum».»
Le projet de voiture Ratier a été abandonné mais les deux amis se sont impliqués dans le développement de la MG EX120. Avec Eyston au volant, ce fut la première voiture de 750 cm3 à établir un record à plus de 100 mph (161 km/h). Eldridge a joué un rôle très  important dans le développement de l'EX120. Il a conçu un vilebrequin à contrepoids dans le cadre des travaux de réglage sur le moteur, avant la première participation de l'EX120 à Montlhéry en décembre 1930. Il supervisera la modification du moteur pour ajouter un compresseur Powerplus Eyston. 
Alors qu'il rentrait d'un voyage à Bonneville pour superviser les tentatives de record qu'Eldridge a contracté la pneumonie dont il succombera à Kensington, à l'âge de 40 ans. 
Ernest Arthur Douglas Eldridge a été un personnage haut en couleur. Il a dépensé la fortune de sa famille dans le jeu, les courses et l'aviation. Il a perdu jusqu'à 60 000 £ivres en une seule fois en jouant à "Chemy", à Monte Carlo en 1922.

## Ses records mondiaux
À bord de sa Fiat SB4 « Mefistofele » il a battu deux records toujours valides le 12 juillet 1924 à Arpajon, en France :
- 1 km départ arrêté : 234,98 km/h
- 1 mile départ arrêté : 234,79 km/h

le moteur qu'il avait monté sur la Fiat SB4 était un Fiat A.12, célèbre moteur d'avion.